# H. R. Giger
Hans Ruedi Giger (Coira, 5 de febrero de 1940 - Zúrich, 12 de mayo de 2014), también conocido como Hans Rudi Giger, fue un artista gráfico y escultor suizo. Es muy conocido por sus colaboraciones en el mundo del cine, más específicamente en la serie fílmica de Alien.

## Biografía
Nacido en 1940 en Coira, Cantón de los Grisones, Suiza. Estudió arquitectura y diseño industrial en la Escuela de Artes Aplicadas. En 1966 comenzó a trabajar como diseñador de interiores. A partir de 1968 Giger se dedicó exclusivamente al arte y sus primeras obras fueron publicadas hacia 1969, participando también en la parte artística de algún cortometraje, como Swissmade - 2068 (dirigida por Fredi M. Murer, 1968) o Passagen (también de Murer, 1972). Durante esa época mantuvo una relación con la artista Li Tobler, con quien grabaría varios cortos. El suicidio de su pareja en 1975 marcó para siempre la obra de Giger. Se casó con Mia Bonzanigo en 1979, separándose de la misma un año y medio después.

### Diseñador en el cine
Giger entró en el cine de la mano de Alejandro Jodorowsky, a quien se lo recomendó Salvador Dalí en Cadaqués en 1973, para el proyecto Dune (1973-1977), en el que también estaba, junto a Jodorowsky y Moebius, el guionista y diseñador Dan O'Bannon, que fue quien incorporó a Giger al proyecto de Alien a principios de 1978.
Desde entonces, 1979, Giger fue conocido entre el gran público por diseñar y desarrollar, junto a Carlo Rambaldi, la criatura y algunos escenarios de la película Alien, el octavo pasajero, de Ridley Scott (1979, basándose en sus propias obras pictóricas anteriores, como "Necronom IV"). Por este trabajo obtuvo en 1980 el Óscar al mejor diseño escénico.
En el ámbito cinematográfico también se encargó del diseño del lado oscuro de Poltergeist II (Brian Gibson, 1986), aunque quedó bastante desilusionado del tratamiento que se dio en la película a sus diseños. Con posterioridad colaboró secundariamente y tras prestarse voluntario, en los diseños de Alien 3 (David Fincher, 1992), ya que James Cameron ya había rechazado su participación para los diseños de Aliens (1986). También participó en el diseño gráfico de otras películas, como Species (Roger Donaldson, 1995), siendo estos trabajos usados en las portadas de muchos libros y discos. Giger diseñó asimismo la parte gráfica de videojuegos como Dark Seed (1992) y Dark Seed II (1995), aventuras gráficas de ambientación lovecraftiana.
Existe un museo dedicado a H. R. Giger en la ciudad de Gruyères, en el cantón suizo de Friburgo, abierto en 1998, con muchas de sus obras así como su colección privada de arte, que incluye obras de Salvador Dalí.
Su último trabajo en el ámbito cinematográfico fue en la película Prometheus, estrenada en 2012. Ridley Scott, su director, contó con Giger para diseñar los murales que aparecen como algunos de los primeros artefactos del mundo alien en la película.
Fue invitado al Salón de la Fama de la Ciencia Ficción en 2013. El artista suizo falleció el 12 de mayo de 2014, a consecuencia de las lesiones causadas por una caída, según publicó la prensa. Fue amigo personal del psicólogo estadounidense Timothy Leary.

## Li II

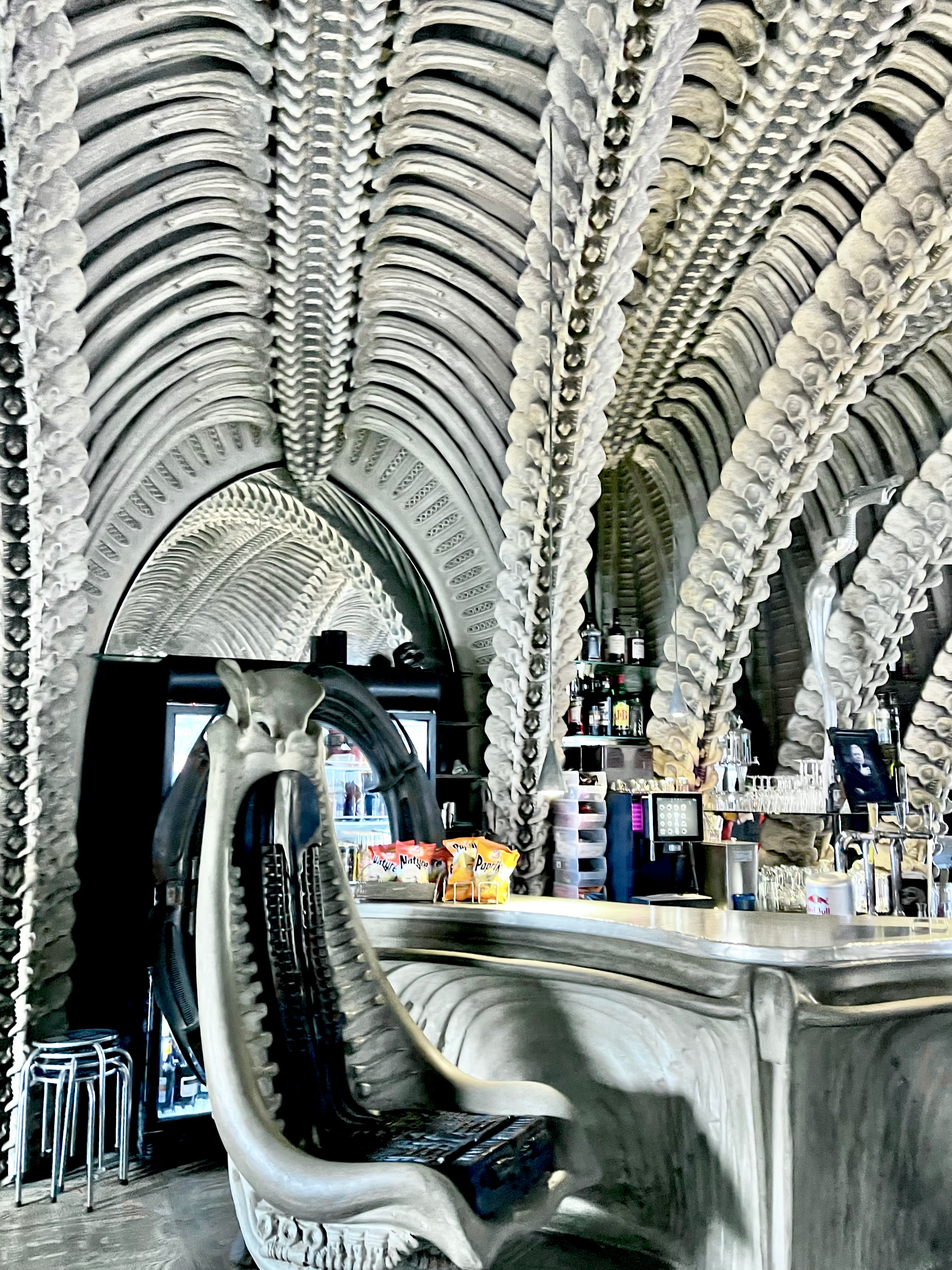
“Harkonnen Chair" en Giger Bar en Gruyères (Friburgo), 2023.

Esta figura biomecánica constituye la piedra angular de su fama. McFarlane Toys trabajó muy de cerca con Giger para crear la clásica pintura de Giger, Li II.

## Estilo
Giger utilizó mayormente el aerógrafo para crear imágenes surrealistas y paisajes de pesadilla. Destaca también su mezcla de representaciones de cuerpos humanos mezclados con máquinas, descritas por él como Biomecanoides. Estas imágenes contienen un alto grado de fetichismo, a la vez que incorporan simbología sexual un tanto subliminal.
En la obra de Giger podemos encontrar la influencia de artistas de tendencia fantástica, simbólica, expresionista u onírica como Johann Heinrich Füssli, Alfred Kubin, Bruno Schulz o de corte surrealista como Dado, Ernst Fuchs, Jean Cocteau, Roland Topor o Salvador Dalí, entre otros. También se ve reflejada la época de posguerra en la que vivió sus primeros años de vida.

## Participación

### Participación en películas
- 1979 - Alien, el octavo pasajero (diseño de criaturas y escenarios)
- 1985 - Future-Kill (realización de la portada)
- 1985 - Diseño de la "Cloudbusting Machine" en el videoclip Cloudbusting de Kate Bush

- 1986 - Poltergeist II (diseño de criaturas y escenarios)
- 1988 - Tokio: The Last Megalopolis (diseño de criaturas y escenarios)
- 1992 - Alien III (colaboraciones diversas)
- 1995 - Species (diseño de criaturas)
- 1996 - Kondom des Grauens (consultor creativo)
- 2012 - Prometheus[10]

### Proyectos
- 1976, Dune (abortado proyecto que iba a ser dirigido por Alejandro Jodorowsky).
- 1995, Batman Forever (diseño del Batmóvil, pero la Warner finalmente rechazó el diseño).
- 2000, Hans Ruedi Giger crea una obra a pedido del cantante Jonathan Davis de la banda Korn, un micrófono que ha sido usado en diferentes giras de la banda por el mundo.[11][12][13][14][15]

### Videojuegos
- Dark Seed y su secuela, Dark Seed II, ambos videojuegos de aventura para Amiga, Macintosh, y PC, manufacturados por la empresa Cyberdreams.

### Participación en portadas de discos
- 1973 - Brain Salad Surgery de Emerson, Lake and Palmer
- 1977 - Attahk de Magma
- 1977 - Pictures de Island
- 1981 - KooKoo de Debbie Harry (también dirigió los vídeos de "Backfired" y "Now I Know You Know")
- 1985 - To Mega Therion de Celtic Frost
- 1985 - Frankenchrist de Dead Kennedys (la banda se vio obligada a cambiar la portada, la obra se titulaba Penis Landscape,[11] debido a un problema legal por "distribuir material obsceno a menores").
- 1989 - Atomic Playboys de Steve Stevens
- 1990 - Hallucinations de Atrocity
- 1992 - Black Aria de Danzig
- 1992 - III: How The Gods Kill de Danzig
- 1994 - Heartwork de Carcass
- 1994 - Hide Your Face de hide
- 1999 - Somewhere in nowhere (Birthmachine) de Dr. Death
- 2010 - Eparistera Daimones de Triptykon
- 2014 - Melana Chasmata de Triptykon

## Bibliografía

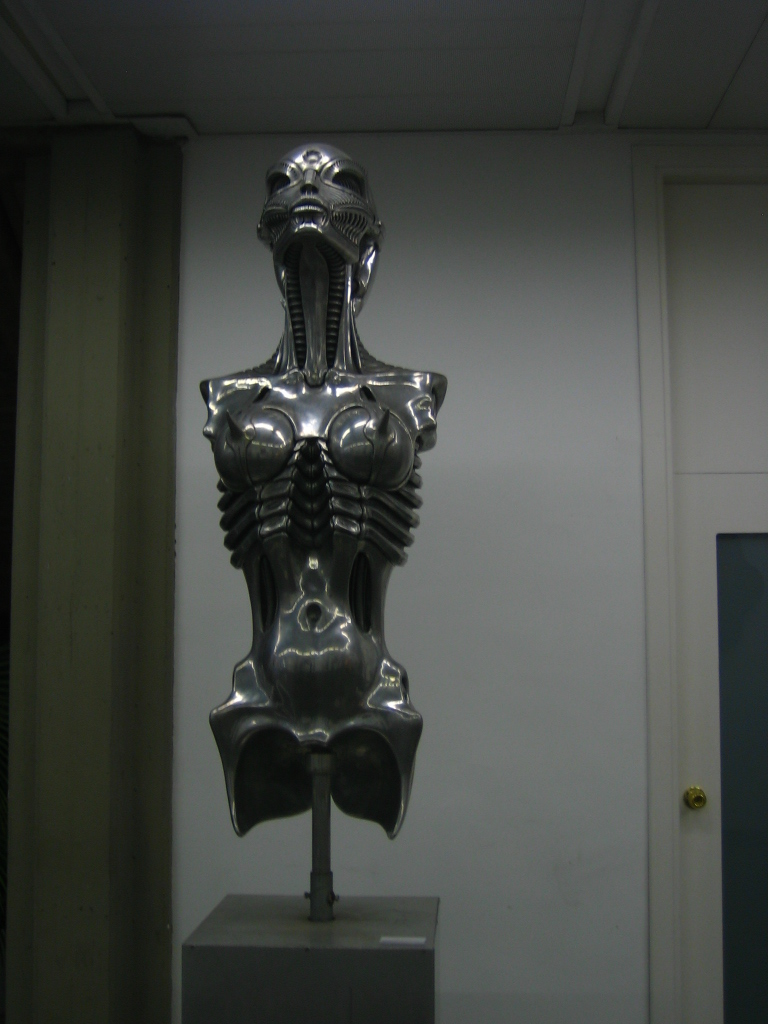
Biomechanoid (1971).

## Exposiciones

### Individuales
- 1966 - Galerie Benno, Zúrich.
- 1968 - Galerie vor der Klostermauer, Sant Gallen.
- 1969 - Biomechanoiden. Galerie Platte 27, Zúrich.
- 1970 - Passagen. Galerie Bischofberger, Zúrich.
- 1973 - Galerie Stummer und Hubsschmid, Zúrich.
- 1975 - Passagen Tempel. Bündner Kunsthaus, Kunsthaus Coira.
- 1976 - Galería Sydow- Zirkwitz, Fráncfort del Meno.
- 1980 - Werke zum Film Alien. Hansen galleries, Nueva York.
- 1980 - HR Giger sul tema dell' erotismo. Galerie Baviera, Cavigliano.
- 1984 - The Dune You Will Never See. Limelight, Nueva York.
- 1984 - HR Giger Retrospektive. Seedamm-Kulturzentrum, Pfäffikon.
- 1988 - Expanded Drawings. Galería Art magazín, Zúrich.
- 1988 - Graphic works. Galerie Petersen Rorschach, Berlín.
- 1990 - Alien dans ses Muebles. Château de Gruyères, Gruyères.
- 1993 - Watch-Abart. Alexander Gallery, Nueva York.
- 1993 - Retrospective. Galerie Humus, Lausana.
- 1993 - Retrospective and works for Alien and Alien 3. Museum Baviera, Zúrich.
- 1996 - Visioni di fine millenio. Palazzo Bagatti Valsecchi, Milán.
- 2002 - NYC 2002. Fuse Gallery, Nueva York.
- 2004 - Le monde selon H.R. Giger. Halle Saint-Pierre, París.
- 2005 - H.R. Giger in Prague. Beyond the good. Národní technické muzeum v Praze, Praga.
- 2005 - Gigerrotique. Art at Large, Nueva York.
- 2006 - Giger in Wien. Kunsthauswien, Viena.
- 2007 - H.R. Giger Spaces. Galerie Hilt, Basilea.
- 2007 - H.R. Giger: Das Shaffen vor Alien, 1961-1976. Bündner kunstmuseum, Coira.
- 2007 - H.R. Giger: Escultura, gráfica i disseny. Universidad Politécnica de Valencia. Valencia.
- 2009 - H.R. Giger. Kunst – Design – Film. Deutsche Filmmuseum, Fráncfort del Meno.
- 2009 - H.R. Giger. Restrospective. Sala de exposiciones Kubo Kutxa, San Sebastián.

### Colectivas
- 1962 - Galerie Stürchler, Basilea.
- 1967 - Matcht der Maske. Galerie Obere Zäune, Zúrich.
- 1968 - Science-Fiction. Kunsthalle, Berna.
- 1968 - Hommenage à Che. Galerie Stummer und Hubsschmid, Zúrich.
- 1969 - Phantastische Figuration in der Schweiz. Helmhaus, Zúrich.
- 1970 - Galerie Aurora, Ginebra.
- 1971 - The Swiss Avant-Garde. Cultural Center, Nueva York.
- 1972 - Contemporary Swiss Art. Tel Aviv.
- 1973 - Stadt in der Schweiz. Biennale im Kunsthaus, Zúrich.
- 1974 - Tagtraum. Bündner Kunsthaus, Coira.
- 1975 - Schuhwerke. Galerie Li Tobler, Zúrich.
- 1975 - Le Diable. Galerie Bijan Aalam, París.
- 1976 - Fantastisch Realisme. Galerie Kamp, Ámsterdam.
- 1976 - Le Vampire. Galerie Bijam Aalam, París.
- 1978 - Images of Horror and Fantsay. Bronx Museum, Nueva York.
- 1980 - Transport, Verkehr, Umwelt. Helmhaus, Zúrich.
- 1980 - Art Expo West. Hansen Galleries, Los Ángeles.
- 1983 - Eros und Todestrieb. Galerie Hartmann, Villa Stuck, Múnich.
- 1987 - Fête des Morts. Galerie Basta, Lausana.
- 1987 - Alien Works. Shibuya Seed Hall, Tokio.
- 1991 - Les Incunnues. Galerie Humus, Lausana.
- 1991 - Giger's Library Room. Maison d'Ailleurs, Yverdon-les-Bains.
- 1993 - Le Tarot. Château de Gruyères, Gruyères.
- 1994 - Lucifers Rising. Galerie Mangisch, Zúrich.
- 1994 - Le Sexe de Anges. Galerie Humus, Lausana.
- 1995 - Les Anges. Stardom Galerie, París.
- 1995 - Magie Noire. Galerie Rivolta, Lausana.
- 1995 - Le Zodiaque des signes dans votre ciel. Château de Gruyères, Gruyères.
- 1996 - Erotika. Kunsthaus, Zúrich.
- 1998 - Phantastischer Realismus. Museum Otaru, Sapporo.
- 1998 - International Artists' Peep Show. CFM Gallery, Nueva York.
- 2000 - Phantastik am Ende der Zeit. Stadtmuseum Erlangen.
- 2005 - The Inner Eye. InterArt Gallery, Nueva York.
- 2006 - In the Alps. Kunsthaus, Zúrich.
- 2006 - Draw. Fuse Gallery, Nueva York.
- 2007 - Eight Annual International Erotic Exhibition. Dirty Show. Detroit.